# Сега (вестник)
Вижте пояснителната страница за други значения на Сега.
„Сега“ е български вестник в София.
Той се издава от акционерно дружество „Сега“ АД, което е собственост на „Овергаз“ АД на Сашо Дончев, който като физическо лице държи 27 процента от капитала. Останалите 73 процента са собственост на дружеството „Алтернатива 98“. „Сега“ АД се управлява от „Овергаз холдинг“, главната редакторка на вестника Теодора Пеева и бизнесмена Добрин Памуков. Заместник-главни редактори - Мария Стойкова, Петьо Цеков.
Седалището на вестника е пл. „България“ № 1, София. Вестникът излиза от 1997 г. Той е сред първите български вестници, които имат интернет издание.
От края на 2022 г. вестникът спира да излиза като хартиено издание и продължава като уебсайт.